# Kovacița, Montana
Kovacița (în bulgară Ковачица) este un sat în comuna Lom, regiunea Montana,  Bulgaria. 

## Demografie
Componența etnică a satului Kovacița
     Romi (5,54%)
     Bulgari (91,81%)
     Nicio identificare (1,79%)
     Altele (0,85%)
La recensământul din 2011, populația satului Kovacița era de 1.173 locuitori. Din punct de vedere etnic, majoritatea locuitorilor (91,81%) erau bulgari, cu o minoritate de romi (5,54%). Pentru 1,79% din locuitori nu este cunoscută apartenența etnică.